# Triaenonychidae
Triaenonychidae este o familie de opilioni ce include aproximativ 120 de genuri și peste 440 de specii descrise.

## Morfologie
Majoritatea trienonichidelor sunt de 3 – 5 mm lungime. Dar în Africa de Sud se întâlnesc și specii  sub un milimetru lungime, iar speciile din subfamilia Adaeinae au dimensiuni de un centimetru. Picioarele sunt relativ scurte, măsoară 4 - 12 mm lungime. Pedipalpii sunt hiertrofiați și foarte puternici. 

## Răspândire
Speciile din familia Triaenonychidae se găsesc în America de Nord și de Sud, Japonia, Coreea de Sud, Australia, Noua Zeelandă și Madagascar.

## Sistematică
- Triaenonychinae Sørensen, in L. Koch 1886

- Adaeinae Pocock, 1902

- Adaeulum Roewer, 1915
- Adaeum Karsch, 1880
- Cryptadaeum Lawrence, 1931
- Dingupa Forster, 1952
- Heteradaeum Lawrence, 1963
- Larifuga Loman, 1898
- Larifugella Lawrence, 1933
- Micradaeum Lawrence, 1931
- Montadaeum Lawrence, 1931
- Paradaeum Lawrence, 1931

- Triaenonychinae Sørensen, in L. Koch 1886

- Acumontia Loman, 1898
- Allonuncia Hickman, 1958
- Amatola Lawrence, 1931
- Ankaratrix Lawrence, 1959
- Ankylonuncia Hickman, 1958
- Antongila Roewer, 1931
- Austromontia Lawrence, 1931
- Austronuncia Lawrence, 1931
- Bezavonia Roewer, 1949
- Biacumontia Lawrence, 1931
- Brasiloctis Mello-Leitão, 1938
- Breviacantha Kauri, 1954
- Bryonuncia Hickman, 1958
- Callihamina Roewer, 1942
- Callihamus Roewer, 1931
- Calliuncus Roewer, 1931
- Ceratomontia Roewer, 1915
- Cluniella Forster, 1955
- Decarynella Fage, 1945
- Diaenobunus Roewer, 1914
- Diasia Sørensen, 1902
- Equitius Simon, 1880
- Graemontia Lawrence, 1931
- Gunvoria Kauri, 1961
- Hedwiga Roewer, 1931
- Hendea Roewer, 1931
- Hendeola Forster, 1954
- Heteronuncia Roewer, 1920
- Hickmanoxyomma G.S. Hunt, 1990
- Holonuncia Forster, 1955
- Hovanuncia Lawrence, 1959
- Ivohibea Lawrence, 1959
- Lawrencella Strand, 1932
- Leionuncia Hickman, 1958
- Lispomontia Lawrence, 1937
- Lizamontia Kury, 2004 South Africa
- Lomanella Pocock, 1903
- Mensamontia Lawrence, 1931
- Metanuncia Roewer, 1914
- Micromontia Lawrence, 1939
- Millomontia Lawrence, 1959
- Millotonyx Lawrence, 1959
- Monomontia Lawrence, 1931
- Nahuelonyx E.A. Maury, 1988
- Neonuncia Roewer, 1914
- Notonuncia Hickman, 1958
- Nucina Hickman, 1958
- Nuncia Loman, 1902
- Nunciella Roewer, 1929
- Nuncioides Hickman, 1958
- Odontonuncia Hickman, 1958
- Paramontia Lawrence, 1934
- Paranuncia Roewer, 1914
- Parattahia Roewer, 1914
- Paulianyx Lawrence, 1959
- Perthacantha Roewer, 1931
- Planimontia Kauri, 1961
- Prasma Roewer, 1931
- Prasmiola Forster, 1954
- Promecostethus Enderlein, 1909
- Psalenoba Roewer, 1931
- Rhynchobunus Hickman, 1958
- Roewerania Lawrence, 1934
- Rostromontia Lawrence, 1931
- Speleomontia Lawrence, 1931
- Stylonuncia Hickman, 1958
- Tasmanonyx Hickman, 1958
- Triaenomontia Roewer, 1914
- Triaenonychoides H. Soares, 1968
- Triaenonyx Sørensen, in L.Koch 1886
- Triconobunus Roewer, 1914
- Triregia Forster, 1948 (after Hallan)
- Valdivionyx E.A. Maury, 1988
- Yatala Roewer, 1942
- Conoculus Forster, 1949
- Yulella Lawrence, 1939

- Triaenobunini Pocock, 1902

- Pyenganella Hickman, 1958
- Tasmanonuncia Hickman, 1958
- Thelbunus Hickman, 1958
- Triaenobunus Sørensen, in L. Koch 1886
- Dingupa Forster, 1952
- Algidia Hogg, 1920
- Allobunus Hickman, 1958
- Americobunus Muñoz-Cuevas, 1972
- Araucanobunus Muñoz-Cuevas, 1973
- Cenefia Roewer, 1931
- Chilobunus Hickman, 1958
- Chrestobunus Roewer, 1914
- Dipristes Roewer, 1931
- Eubunus Hickman, 1958
- Glyptobunus Roewer, 1914
- Mestonia Hickman, 1958
- Miobunus Roewer, 1915
- Muscicola Forster, 1954
- Phanerobunus Roewer, 1915
- Phoxobunus Hickman, 1958
- Pristobunus Roewer, 1931

- incertae sedis

- Fumontana Shear, 1977
- Picunchenops E.A. Maury, 1988

- Kaolinonychinae Suzuki, 1975

- Kaolinonychus Suzuki, 1975
- Mutsunonychus Suzuki, 1976

- Nippononychinae Suzuki, 1975

- Nippononychus Suzuki, 1975
- Metanippononychus Suzuki, 1975
- Izunonychus Suzuki, 1975

- Paranonychinae Briggs, 1971b

- Kainonychus Suzuki, 1975
- Metanonychus Briggs, 1971b
- Paranonychus Briggs, 1971

- Sclerobuninae Dumitrescu, 1976

- Cyptobunus Banks, 1905
- Sclerobunus Banks, 1893
- Zuma Goodnight & Goodnight, 1942

- Soerensenellinae Forster, 1954

- Karamea Forster, 1954
- Soerensenella Pocock, 1903